# Johann Walter Lesle
Johann Walter Lesle (* um 1625 in Danzig; † 27. Juli 1679 in Frankfurt an der Oder) war ein Rektor, Pfarrer, Autor und Hochschullehrer an der Brandenburgischen Universität Frankfurt. Zu seinen Themenbereichen zählten insbesondere Theologie, aber auch Logik, Moral und (Meta-)Physik.

## Leben
Johann Walter Lesle wurde in den 1620er Jahren in Danzig geboren. Die Namen seiner Eltern sind nicht bekannt.
In einer Disputation des Jahres 1652 (über Meinungsverschiedenheiten zwischen Lutheranern  und Reformierten) sowie  im Matrikelverzeichnis des Jahres 1646 (Frankfurt, Oder) ist Lesle als Scoto Borussus Dantiscanus (schottisch-preußisch aus Danzig) genannt, woraus seine schottischen Wurzeln unmittelbar hervorgehen. Möglicherweise entstammte er der schottischen Familie Leslie.
Lesle immatrikulierte sich am 23. April 1647 an der Alma Mater Viadrina in Frankfurt (Oder). Schon nach zwei Jahren lehrte er selbst Logik und Metaphysik. Bereits ein Jahr vor seiner Immatrikulation hatte er in Stettin ein Buch aus dem Themenbereich Physik veröffentlicht. 1654 wurde er als Nachfolger von Georg Conrad Bergius Professor für Moral und Philosophie. Letzterer wurde Hofprediger in Berlin, wodurch die Frankfurter Pfarrerstelle frei wurde. Lesle übernahm auch diese. 1656 wählte man ihn zum Rektor der brandenburgischen Universität.
Um das Jahr 1660 wurde Lesle aus erster Ehe Vater seines Sohnes Johann Theodor.
1664 wurde er auch Professor der Theologie und übernahm ein zweites Amtsjahr als Rektor, was er 1670 und 1675 ein drittes bzw. viertes Mal wiederholte.
In zweiter Ehe war Lesle mit Johann Christian Sagittarius’ Tochter Katharina Sybille (* 1651) verheiratet, nach 1667 entstammten Christian Walter, Johann Walter und Johann Samuel aus dieser Ehe. Jedoch erreichte wohl nur Johann Samuel das Erwachsenenalter. Jener immatrikulierte sich am 27. April 1692 an der Universität in Brandenburg, gelangte aber bald in Sicherungsverwahrung, weil er in einem Wutanfall ein ihm anvertrautes Kind getötet hatte.

## Werke (Auswahl)
- Contemplationis physicae de magnete sectio posterior thematis addens proprietates, divisionem cognata et opposita (deutsch: Ein weiterer Abschnitt zum Thema Physik des Magnetismus, Addieren von Eigenschaften, Einteilung von Ähnlichkeiten und Gegensätzen). Typis Rhetianis (Verlag) Stettin 1646.
- Disputatio Theologica De Providentia Dei (deutsch: Theologischer Diskurs über die Vorsehung Gottes). 1666.
- Disputatio Theologica De Iustificatione Hominis Peccatoris Coram Deo (deutsch: Theologische Disputation über die Rechtfertigung des Menschen als Sünder vor Gott). 1667.
- Gedächtnispredigt für Evae Sibyllae Natalibus Lindholtziae. Lateinisch. 1676 (Volltext).